# Hapepa Eliwa
Hapepa Eliwa, née le 29 mai 2003, est une coureuse cycliste égyptienne.

## Carrière
Aux Championnats d'Afrique de cyclisme sur route 2022 à Charm el-Cheikh, Hapepa Eliwa est médaillée de bronze en contre-la-montre par équipes ainsi qu'en contre-la-montre par équipes mixtes.

## Palmarès sur route
- 2021
  -  Médaillée d'argent du championnat d'Afrique de course en ligne juniors
  -  Médaillée d'argent du championnat d'Afrique du contre-la-montre juniors
  -  Médaillée d'argent du championnat d'Afrique du contre-la-montre par équipes juniors
- 2022
  -  Médaillée d'argent du championnat d'Afrique de course en ligne  espoirs
  -  Médaillée de bronze du championnat d'Afrique du contre-la-montre par équipes
  -  Médaillée de bronze du championnat d'Afrique du contre-la-montre par équipes mixtes

## Palmarès sur piste

### Championnats d'Afrique
- Abuja 2022
  -  Championne d'Afrique de l'américaine (avec Ebtissam Zayed)
  -  Médaillée de bronze du keirin
  -  Médaillée de bronze de l'omnium